# James Fallon
|  | Per a altres significats, vegeu «Jimmy Fallon». |

James Fallon   (Vermont, 18 d'octubre de 1947 - 20 de novembre de 2023) va ser un neurocientífic i professor estatunidenc. Fallon va impartir classes de neurobiologia i anatomia així com psiquiatria i comportament humà a la Facultat de Medicina de la Universitat de Califòrnia a Irvine. Els seus interessos de recerca inclouen cèl·lules mare adultes, neuroanatomia i circuits químics, funcions cerebrals superiors i imatges cerebrals.
Fallon, que ell mateix afirma que té els correlats neurològics i genètics de la psicopatia, s'ha classificat com un «psicòpata prosocial». L'octubre de 2013, Current (adquirit per Penguin) va publicar el seu llibre The Psychopath Inside: A Neuroscientist's Personal Journey into the Dark Side of the Brain.